# Arboricornus examplata
Arboricornus examplata là một loài bướm đêm trong họ Noctuidae.